# Lista de representantes permanentes da Libéria nas Nações Unidas
Esta é uma lista de representantes permanentes da Libéria, ou outros chefes de missão, junto da Organização das Nações Unidas em Nova Iorque.
A Libéria foi um dos Estados fundadores das Nações Unidas e é membro desde 2 de novembro de 1945.
| Início | Término | Representante permanente (Chefe de missão) | Cargo                    | Credenciais |
| ------ | ------- | ------------------------------------------ | ------------------------ | ----------- |
| 1945   |         | Clarence Lorenzo Simpson                   | Chefe da delegação       | -           |
| 1949   | 1951    | Charles D. B. King                         | Representante permanente |             |
| 1952   | 1955    | Richard L. L. Bright                       | Representante permanente |             |
| 1955   | 1960    | Charles T. O. King                         | Representante permanente |             |
| 1960   | 1975    | Nathan Barnes                              | Representante permanente |             |
| 1975   | 1978    | Angie Brooks                               | Representante permanente |             |
| 1978   | 1979    | David M. Thomas                            | Representante permanente |             |
| 1979   | 1981    | Winston Tubman                             | Representante permanente |             |
| 1981   | 1984    | Abeodu Bowen Jones                         | Representante permanente |             |
| 1985   | 1990    | Sylvester Jarrett                          | Representante permanente |             |
| 1990   | 1998    | William V. S. Bull                         | Representante permanente |             |
| 1999   | 2001    | Neh Dukuly-Tolbert                         | Representante permanente | 1999-02-26  |
| 2001   | 2006    | Lami Kawah                                 | Representante permanente | 2001-05-23  |
| 2006   | 2008    | Nathaniel Barnes                           | Representante permanente | 2006-09-11  |
| 2009   | 2016    | Marjon V. Kamara                           | Representante permanente | 2009-10-08  |
| 2016   | atual   | Lewis G. Brown                             | Representante permanente | 2016-06-30  |